# شهرستان پوبلوو (کلرادو)
شهرستان پوبلوو، کلرادو (به انگلیسی: Pueblo County, Colorado) یک سکونتگاه مسکونی در ایالات متحده آمریکا است که در کلرادو واقع شده‌است.

## خصوصیات
شهرستان پوبلوو ۶٬۲۱۰٫۸۳ کیلومترمربع مساحت دارد.